# José Carlos Tabares
José Carlos Tabares (San Gustavo, Argentina, 28 de mayo de 1978) es un futbolista argentino. Actualmente milita en el C. F. Estrella de Castellón.

## Trayectoria
José Carlos Tabares, oriundo de la localidad de San Gustavo, próxima a La Paz, Entre Ríos, comenzó a jugar desde muy joven en la ciudad de La Paz, para el Club Unión de La Paz participando en la Liga Paceña de Fútbol, en 1999 juega en la Liga de Fútbol de Paraná Campaña, para el Deportivo Tuyango de Piedras Blancas (E. Ríos) tras un gran torneo es tentado por Sportivo Urquiza de Paraná, para jugar el Torneo Argentino B, en 2001 juega para Patronato de Paraná el Torneo Argentino A, y posteriormente para la Comisión de Actividades Infantiles (CAI) de Comodoro Rivadavia (Chubut) con destacadas actuaciones que le posibilitaron al equipo de la patagonia argentina llegar a disputar el Torneo Nacional B de Argentina. Tuvo un paso fugaz por el Necaxa de México para volver a Argentina y jugar en Arsenal de Sarandí, equipo de la primera división de Argentina, luego recaló en el Club Deportivo Castellón en el invierno del 2006. Su juego, veloz, fuerte y arrollador como un Huracán. Su aportación a la hora de lograr la permanencia en Segunda División tras un inicio de campaña que parecía condenar al equipo al descenso le valió el Trofeo Planelles al mejor jugador de la temporada. Paralelamente Tabares estableció una estrecha relación con los aficionados, especialmente en la celebración por la permanencia ese mismo año, la cual desembocó en que, en muy poco tiempo, pasara a ser uno de los jugadores más carismáticos para la grada. Durante dos temporadas y media fue el delantero titular indistible hasta el fichaje de su compatriotra Leonardo Ulloa en el verano de 2008. Además, a principios de 2009 sufrió una grave lesión de rotura de tibia y peroné que, combinada con una serie de recaídas, provocó que no volviera a los terrenos hasta casi un año y medio después, en las últimas tres jornadas de la temporada 2009/10, con el equipo ya descendido a Segunda División B.
En el verano de 2010 fue contratado por el club Chacarita Juniors para jugar en la B Nacional. Apenas 6 meses después ficha por el club chileno Rangers, donde el 27 de noviembre de 2011 anotó el tercer gol contra Everton que significó el ascenso a la Primera División.
Tabares regresó a Castellón en 2012 donde tras un periodo de inactividad, se entrenó con diferentes equipos de esta provincia como su anterior equipo el CD Castellón y el Alqueries CF para coger la forma. Una vez recuperado continuó su carrera futbolística disputando el Torneo Argentino A con Juventud Antoniana antes de regresar por tercera vez a España en el verano de 2013, para jugar en el Club Deportivo Eldense de la Tercera División junto con otro veterano compañero de su periplo con el Castellón en Segunda División: Mario Rosas.
Actualmente es jugador del C.F. Borriol de la Tercera División.

## Clubes
| Club               | País      | Año                     | Partidos | Goles |
| ------------------ | --------- | ----------------------- | -------- | ----- |
| Patronato          | Argentina | 2000 - 2001             |          |       |
| C.A.I.             | Argentina | 2001 - 2003 2004 - 2005 | 92       | 53    |
| Necaxa             | México    | 2003 - 2004             | 19       | 2     |
| Arsenal de Sarandí | Argentina | 2005                    | 14       | 2     |
| Castellón          | España    | 2006 - 2009             | 104      | 29    |
| Chacarita Juniors  | Argentina | 2010                    | 16       | 2     |
| Rangers            | Chile     | 2011                    | 8        | 1     |
| Juventud Antoniana | Argentina | 2012 - 2013             | 24       | 1     |
| Eldense            | España    | 2013 - 2014             |          | 2     |
| C.F. Borriol       | España    | 2014 -                  |          |       |